# Channa melanoptera
Channa melanoptera är en fiskart som först beskrevs av Bleeker, 1855.  Channa melanoptera ingår i släktet Channa och familjen Channidae. Inga underarter finns listade i Catalogue of Life.